# Dipartimento di Copo
Copo è un dipartimento argentino, situato a nord della provincia di Santiago del Estero, con capoluogo Monte Quemado.
Esso confina a nord con le province del Chaco e di Salta, a est ancora con la provincia del Chaco, a sud con il dipartimento di Alberdi, a ovest con il dipartimento di Pellegrini
Secondo il censimento del 2001, su un territorio di 12.604 km², la popolazione ammontava a 26.984 abitanti, con un aumento demografico del 40,40% rispetto al censimento del 1991.
Municipi e “comisiones municipales” del dipartimento sono:
- El Caburé
- Los Pirpintos
- Monte Quemado
- Pampa de los Guanacos
- San José del Boquerón
- Villa Matoque